# Cametá Sport Club
Il Cametá Sport Club, meglio noto come Cametá, è una società calcistica brasiliana con sede nella città di Cametá, nello stato del Pará.

## Storia
Il club è stato fondato il 22 giugno 2007. Ha partecipato al Campeonato Brasileiro Série D nel 2010, dove è stato eliminato alla prima fase. Il Cametá ha vinto il Campionato Paraense nel 2012. Nel 2013 ha partecipato alla Coppa del Brasile, dove è stato eliminato al primo turno dall'Atlético Goianiense.

## Palmarès

### Competizioni statali
- Campionato Paraense: 1

2012
- Campeonato Paraense Segunda Divisão: 1

2022